# Peter Mponda
Peter Mponda (ur. 4 września 1981 w Machindze) – malawijski piłkarz grający na pozycji obrońcy.

## Kariera klubowa
Karierę piłkarską Mponda rozpoczął w klubie Big Bullets. W 1998 roku zadebiutował w jego barwach w pierwszej lidze Malawi. W latach 1999, 2000 i 2001 trzykrotnie z rzędu wywalczył z nim mistrzostwo Malawi. W 2002 roku odszedł do kanadyjskiej Ottawy Wizards i przez 2 lata grał w Canadian Soccer League. W 2004 roku wrócił do Malawi i przez sezon grał w Big Bullets (mistrzostwo kraju). W 2005 roku trafił do zimbabwejskiego CAPS United, a w 2006 do południowoafrykańskiego Black Leopards FC. W latach 2010–2012 grał w Santosie FC, w którym zakończył karierę.

## Kariera reprezentacyjna
W reprezentacji Malawi Mponda zadebiutował w 1998 roku. W 2010 roku w Pucharze Narodów Afryki 2010 był podstawowym zawodnikiem i zagrał w 3 meczach: z Algierią (3:0), z Angolą (0:2) i z Mali (1:3).